# At His Majesty's Pleasure

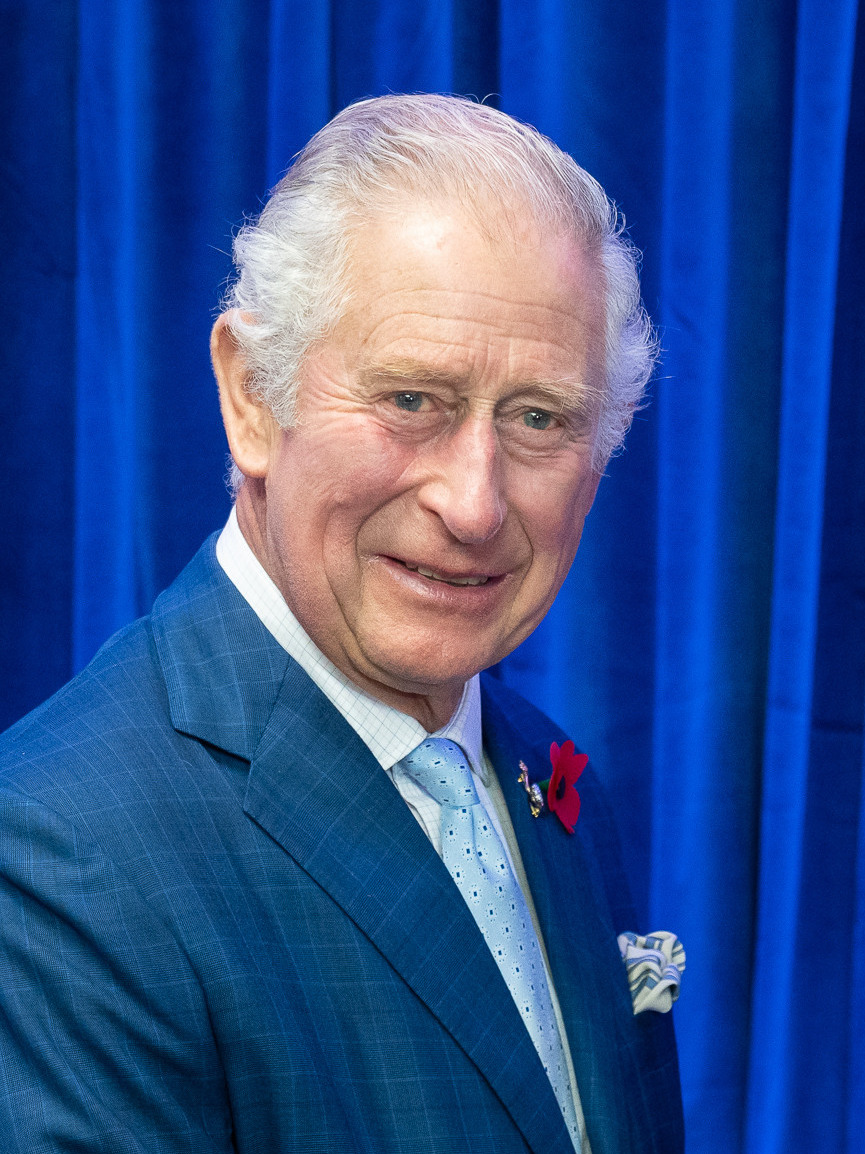
Carlo III, dal 2022 re del Regno Unito e dei reami del Commonwealth.

At His Majesty’s Pleasure (o, al femminile, at Her Majesty’s Pleasure; in italiano: "a piacere di Sua Maestà") è un'espressione giuridica inglese, che viene utilizzata principalmente per la descrizione della permanenza in carica di persone che sono nominate dal monarca britannico. La durata in questi casi non è fissata, fondamentalmente il monarca può revocare la nomina in qualsiasi momento.

## Incarichi al servizio della Corona
Il concetto, che è abituale in tutto il Commonwealth, trova applicazione per lo più per il periodo di servizio di governatori, magistrati o vari ministri (Ministers of the Crown). Se la nomina non proviene dal monarca, bensì dal governatore locale, si parla di at/during the Pleasure of the Governor(-General). È il caso del Canada, dove i vicegovernatori (luogotenenti governatori) provinciali sono nominati dal governatore generale in qualità di rappresentante del re, rimanendo in carica "during the Pleasure of the Governor-General", come recita la Legge costituzionale del 1867. Similmente, i Ministri della Corona australiani, in base alla Costituzione dell'Australia, sono nominati "during the Pleasure of the Governor-General".

## Incarcerazione
Il concetto trova inoltre applicazione nel diritto penale inglese. Una pena detentiva per un grave reato o un ricovero forzato in un ospedale psichiatrico possono essere disposti at His Majesty’s Pleasure, ossia per un tempo indeterminato. Allora per tutto il periodo della pena deve essere regolarmente verificato se il reato sia espiato e l'autore possa essere rimesso in libertà. Nel Regno Unito, nel caso di minorenni che abbiano commesso un reato punibile con l'ergastolo, dal 2000 la pena deve essere inflitta "at His Majesty’s Pleasure".